# FIFA Confederations Cup 1995
De Koning Fahd Cup 1995 is een voetbaltoernooi dat werd gehouden van 6 januari tot en met 13 januari 1995. Het was het tweede en tevens laatste toernooi onder de naam Koning Fahd Cup nadat het vanaf 1995 overgenomen werd door de FIFA. Het toernooi werd georganiseerd door Saoedi-Arabië en werd gewonnen door Denemarken dat in de finale Argentinië met 2-0 versloeg.

## Deelnemende landen

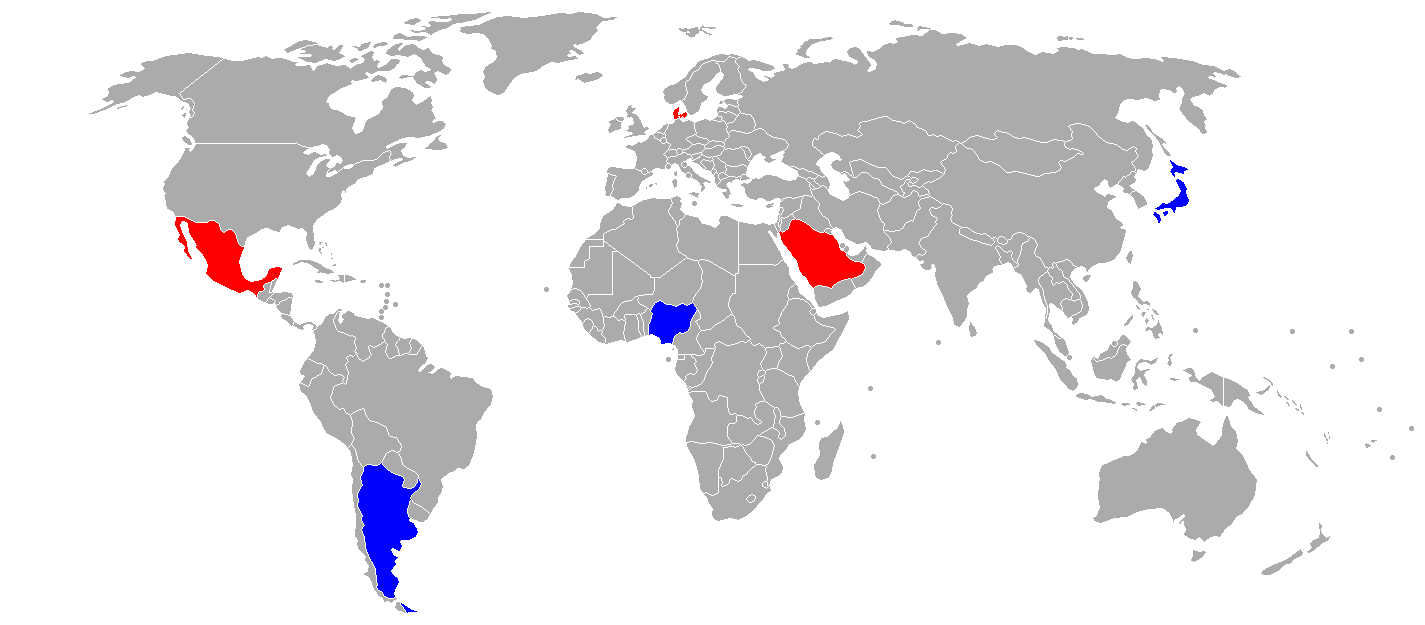
Overzicht van landen die deelnamen.
Groep A
Groep B

| Deelnemende landen (kwalificatie) |
| --- |
| Saoedi-Arabië (Gastland) Argentinië (Winnaar Copa América 1993) Nigeria (Winnaar Afrika Cup 1994) Denemarken (Winnaar Europees kampioenschap voetbal 1992) Mexico (Winnaar CONCACAF Gold Cup 1993) Japan (Winnaar Azië Cup 1992) |

## Speelstad
| Riyad              |
| ------------------ |
| Koning Fahdstadion |
| Capaciteit: 67.000 |
|                    |

## Scheidsrechters
- Ali Bujsaim
- Ion Craciunescu

- Salvador Imperatore
- Rodrigo Badilla

- Lim Kee Chong

## Groepsfase

### Groep A
| Land          | Wed | Win | Gel | Ver | DV | DT | +/− | Pnt |
| ------------- | --- | --- | --- | --- | -- | -- | --- | --- |
| Denemarken    | 2   | 1   | 1   | 0   | 3  | 1  | 2   | 4   |
| Mexico        | 2   | 1   | 1   | 0   | 3  | 1  | 2   | 4   |
| Saoedi-Arabië | 2   | 0   | 0   | 2   | 0  | 4  | –4  | 0   |

|                                        |               |                                 |        | |
| 6 januari «onderlinge duels» 18:15 uur | Saoedi-Arabië | 0 – 2                           | Mexico | King Fahd International Stadium, Riyad Toeschouwers: 25.000 Scheidsrechter: Salvador Imperatore (CHL) |
| 6 januari «onderlinge duels» 18:15 uur |               | 65' Luis García 82' Luis García |        | King Fahd International Stadium, Riyad Toeschouwers: 25.000 Scheidsrechter: Salvador Imperatore (CHL) |

|                                        |               |                                        |            |                                                                                                 |
| 8 januari «onderlinge duels» 00:00 uur | Saoedi-Arabië | 0 – 2                                  | Denemarken | King Fahd International Stadium, Riyad Toeschouwers: 10.000 Scheidsrechter: Lim Kee Chong (MRT) |
| 8 januari «onderlinge duels» 00:00 uur |               | 43' Brian Laudrup 90' Morten Wieghorst |            | King Fahd International Stadium, Riyad Toeschouwers: 10.000 Scheidsrechter: Lim Kee Chong (MRT) |

|                                         |                 |       |                     | |
| 10 januari «onderlinge duels» 00:00 uur | Mexico          | 1 – 1 | Denemarken          | King Fahd International Stadium, Riyad Toeschouwers: 20.000 Scheidsrechter: Salvador Imperatore (CHL) |
| 10 januari «onderlinge duels» 00:00 uur | Luis García 25' |       | 48' Peter Rasmussen | King Fahd International Stadium, Riyad Toeschouwers: 20.000 Scheidsrechter: Salvador Imperatore (CHL) |

|                                                              |       | strafschoppen                                           |  |
| Claudio Suárez Marcelino Bernal Joaquín del Olmo Luis García | 2 – 4 | Michael Schjønberg Michael Laudrup Jes Høgh Marc Rieper |  |

### Groep B
| Land       | Wed | Win | Gel | Ver | DV | DT | +/− | Pnt |
| ---------- | --- | --- | --- | --- | -- | -- | --- | --- |
| Argentinië | 2   | 1   | 1   | 0   | 5  | 1  | 4   | 4   |
| Nigeria    | 2   | 1   | 1   | 0   | 3  | 0  | 3   | 4   |
| Japan      | 2   | 0   | 0   | 2   | 1  | 8  | –7  | 0   |

|                                        |       |                                                           |         |                                                                                                   |
| 6 januari «onderlinge duels» 20:00 uur | Japan | 0 – 3                                                     | Nigeria | King Fahd International Stadium, Riyad Toeschouwers: 25.000 Scheidsrechter: Ion Craciunescu (ROM) |
| 6 januari «onderlinge duels» 20:00 uur |       | 4' Emmanuel Amunike 55' Mutiu Adepoju 65' Daniel Amokachi |         | King Fahd International Stadium, Riyad Toeschouwers: 25.000 Scheidsrechter: Ion Craciunescu (ROM) |

|                                        |                     |       | |                                                                                                   |
| 8 januari «onderlinge duels» 20:00 uur | Japan               | 1 – 5 | Argentinië                                                                                                | King Fahd International Stadium, Riyad Toeschouwers: 10.000 Scheidsrechter: Rodrigo Badilla (CRC) |
| 8 januari «onderlinge duels» 20:00 uur | Kazuyoshi Miura 57' |       | 31' Sebastián Rambert 45' Ariel Ortega 47' Gabriel Batistuta 54' José Chamot 86' (pen.) Gabriel Batistuta | King Fahd International Stadium, Riyad Toeschouwers: 10.000 Scheidsrechter: Rodrigo Badilla (CRC) |

|                                         |         |       |            |                                                                                               |
| 10 januari «onderlinge duels» 20:00 uur | Nigeria | 0 – 0 | Argentinië | King Fahd International Stadium, Riyad Toeschouwers: 20.000 Scheidsrechter: Ali Bujsaim (UAE) |
| 10 januari «onderlinge duels» 20:00 uur |         |       |            | King Fahd International Stadium, Riyad Toeschouwers: 20.000 Scheidsrechter: Ali Bujsaim (UAE) |

## Finaleronde

### Troostfinale
|                                         |                                |       |                     |                                                                                                   |
| 13 januari «onderlinge duels» 18:00 uur | Mexico                         | 1 – 1 | Nigeria             | King Fahd International Stadium, Riyad Toeschouwers: 20.000 Scheidsrechter: Ion Craciunescu (ROM) |
| 13 januari «onderlinge duels» 18:00 uur | Jesús Ramón Ramírez 20' (pen.) |       | 31' Daniel Amokachi | King Fahd International Stadium, Riyad Toeschouwers: 20.000 Scheidsrechter: Ion Craciunescu (ROM) |

|                                                                                   |       | strafschoppen                                                                |  |
| Alberto García Aspé Luis García Benjamin Galindo Carlos Hermosillo Claudio Suárez | 5 – 4 | Augustine Okocha Mutiu Adepoju Augustine Eguavoen Ben Iroha Emmanuel Amunike |  |

### Finale
|                                         |                                               |       |            |                                                                                               |
| 13 januari «onderlinge duels» 20:15 uur | Denemarken                                    | 2 – 0 | Argentinië | King Fahd International Stadium, Riyad Toeschouwers: 35.000 Scheidsrechter: Ali Bujsaim (UAE) |
| 13 januari «onderlinge duels» 20:15 uur | Michael Laudrup 8' (pen.) Peter Rasmussen 75' |       |            | King Fahd International Stadium, Riyad Toeschouwers: 35.000 Scheidsrechter: Ali Bujsaim (UAE) |

## Kampioen
| FIFA Confederations Cup 1995 |
| ---------------------------- |
| DENEMARKEN 1ste titel        |

## Topscorers
3 doelpunten
- Luis García

2 doelpunten
- Daniel Amokachi
- Gabriel Batistuta
- Peter Rasmussen